# Lioba Albus

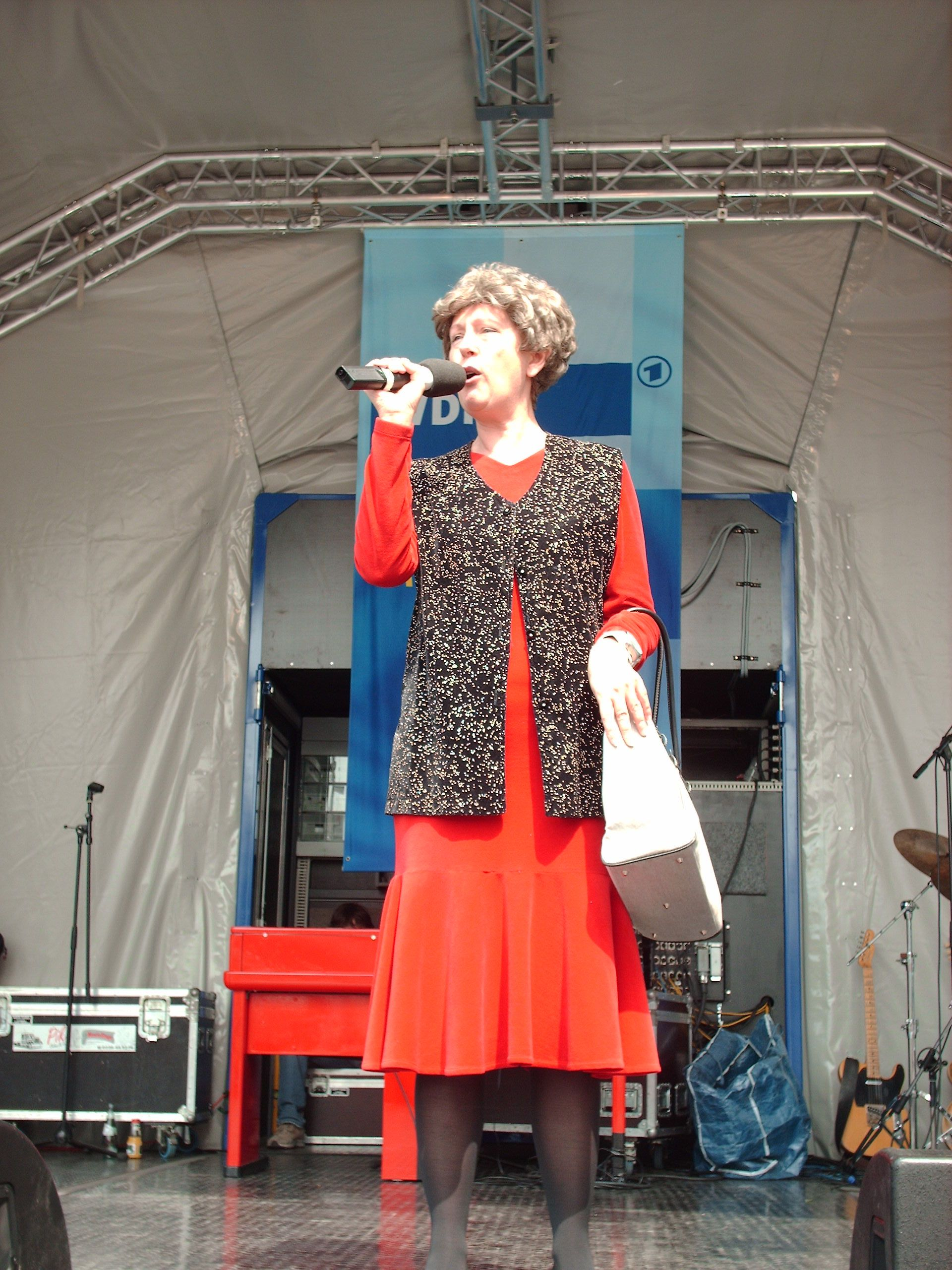
Lioba Albus als Mia Mittelkötter (2007)

Lioba Albus (* 27. September 1958 in Attendorn) ist eine deutsche Schauspielerin, Kabarettistin und Buchautorin.

## Werdegang
Lioba Albus wuchs in der sauerländischen Stadt Attendorn als siebtes Kind ihrer Eltern Heinrich und Hedwig Albus auf. Nach ihrem Abitur am St.-Ursula-Gymnasium 1977 studierte sie in München Theaterwissenschaften und besuchte die private Schauspielschule Zinner. Während ihrer Ausbildung übernahm sie Sprecherrollen im Bayerischen Rundfunk (Pop Sunday), trat bei Tourneetheatern für Kinder auf, zog 1981 nach Dortmund und gehörte ab 1983 zum festen Ensemble des Dortmunder Kinder- und Jugendtheaters.
Ab 1991 konzentrierte sich Lioba Albus auf das Kabarett. Sie trat damit auf Bühnen, im Rundfunk und Fernsehen auf. Im WDR war sie unter anderem in den Sendungen Mitternachtsspitzen, Ladies Night, Blond am Freitag und 7 Tage, 7 Köpfe zu sehen. Von 1995 bis 2001 moderierte sie die WDR-Radiosendung Unterhaltung am Wochenende, in ihrer Heimatstadt Attendorn das jährliche Gauklerfest. 2021 erschien ihr erstes Buch: Älter werde ich später.
Lioba Albus hat drei Kinder und lebt in Dortmund. Ein Cousin ist der Schauspieler und Synchronsprecher Thomas Albus.

## Programm
Die Kabarettistin greift auf satirische Weise Alltagssituationen auf und überspitzt typische gesellschaftliche Verhaltensweisen. Ihr beliebtestes Thema sind die Beziehungen zwischen Mann und Frau. Dabei schlüpft sie häufig in die Rolle der fiktiven sauerländischen Hausfrau „Mia Mittelkötter“, die ihre (manchmal nur vordergründig) einfachen Lebensweisheiten preisgibt. Einige Pressestimmen nannten Lioba Albus einen „Wortvulkan“.
Solo-Programme:
- Mit heißem Herzen
- Wenn Männer zu viel liegen
- Gewählte Höhepunkte – Kabarett à la carte
- Owie lacht
- Von der Göttin zur Gattin
- Single Bells (Weihnachts-Programm)
- Königin von Egoland
- Hitzewallungen (Sommer-Programm)
- Das Weg ist mein Ziel
- Mia – eine Weltmacht mit 3 Buchstaben
- Ende offen

Lioba Albus trat auch mit dem Kabarettisten Martin Herrmann (alias „Der Frauenflüsterer“), mit dem Programm Pottsau trifft Frauenflüsterer auf, mit Norbert Alich im Programm Was Gott getrennt.... sowie tritt sie immer wieder zusammen mit Bruno Knust und dem Programm Günna trifft Mia unter anderem im Theater Olpketal und bei RuhrHOCHdeutsch auf.

## Buchveröffentlichungen
- Aus der Reihe tanzen ist auch eine Kunst. Lübbe, Köln 2024, ISBN 978-3-7577-0063-8
- Betreutes Flirten für Spätberufene. Lübbe, Köln 2023, ISBN 978-3-7517-4805-6
- Zusammen ist man weniger gemein. Lübbe, Köln, 2022, ISBN 978-3-7857-2814-7
- Älter werde ich später. Lübbe, Köln, 2021, ISBN 978-3-7857-2758-4
- Beitrag in: Marianne Rogler (Hrsg.): Frontfrauen. 28 Kabarettistinnen legen los. Kiepenheuer & Witsch, Köln 1995, ISBN 3-462-02474-4 (KiWi 393)
- Frau Mittelkötter kennt sich aus. Was Männer meinen, wenn sie etwas sagen. Herder Verlag, Freiburg im Breisgau u. a. 1996, ISBN 3-451-04474-9 (Herder-Spektrum 4474)
- Mit Lutz Debus: In der Ruhr liegt die Kraft. FönNixe, Dortmund 2012, ISBN 978-3-9815484-0-2[2]

## Auszeichnungen
- 1995 – Neustädter Kabaretttage: 1. Preis
- 1998 – Mindener Stichling – Solopreis
- 2003 – Ernennung zur Ehrensenatorin der Bürgergesellschaft (Karnevalsverein) Olpe[3]
- 2011 – Verleihung des „Itter-Litter“ der KG Musketiere (Karnevalsverein aus Hilden)
- 2024 – Tana-Schanzara-Preis (Dortmund)
- 2025 – Fred Ape Preis (Dortmund)